# Bảo tàng Tin lành - Thư viện và Lưu trữ B.R. Tschammer ở Cieszyn
Bảo tàng Tin lành - Thư viện và Lưu trữ B.R. Tschammer ở Cieszyn (tiếng Ba Lan: Muzeum Protestantyzmu – Biblioteka i Archiwum im. B.R. Tschammera w Cieszynie) là một cơ sở bảo tàng và thư viện tọa lạc tại số 6 Quảng trường Nhà thờ, Cieszyn, Ba Lan. Bảo tàng tiếp nối trực tiếp hoạt động của Thư viện Tschammer. Bảo tàng bố trí triển lãm bên trong tòa nhà của Nhà thờ Chúa Giêsu.

## Lịch sử
Lễ khai trương bảo tàng được tổ chức vào tháng 3 năm 2009. Việc thành lập bảo tàng nhận được sự đồng tài trợ từ Cơ chế Tài chính của Khu vực Kinh tế Châu Âu trong giai đoạn 2007 - 2010, trong khuôn khổ dự án mang tên Bảo vệ và bảo tồn di sản văn học của Cieszyn.

## Triển lãm
Ngoài bộ sưu tập thư viện gồm hơn 23.000 cuốn sách, bảo tàng còn triển lãm nhiều kỷ vật liên quan đến lịch sử của đạo Tin lành ở Cieszyn và đời sống của thành phố, bao gồm tài liệu, hình ảnh, ấn phẩm, bình phụng vụ, và một số thứ khác.

## Giờ mở cửa
Bảo tàng hoạt động quanh năm, mở cửa vào thứ Ba và thứ Năm, sau 14:30. Du khách cũng có thể đến tham quan bảo tàng vào các ngày khác khi có sự sắp xếp trước